# Christel Steffin
Christel Steffin (* 4. April 1940 in Hohennauen), nach Heirat Christel Schulz ist eine deutsche Schwimmerin, die für die DDR und die gesamtdeutsche Mannschaft als Altersklassensportlerin für Deutschland erfolgreich ist.
Christel Steffin begann ihre Karriere unter Trainer Karl Wolf bei der BSG Einheit Rathenow, seit der Wende startet Christel Schulz im Altersklassenbereich für die SG Einheit Rathenow. 
1955 gewann Christel Steffin über 100 Meter Freistil den ersten von fünf DDR-Meistertiteln auf dieser Strecke, zwei weitere Titel erschwamm sie über 400 Meter. Über 100 Meter Freistil stellte sie während ihrer Karriere sieben DDR-Rekorde auf. Bei den Olympischen Spielen 1956 in Melbourne trat sie über 100 Meter an und schied im Vorlauf aus. 1958 belegte sie bei den Schwimmeuropameisterschaften über 100 Meter den sechsten Platz und erreichte mit der Lagenstaffel den vierten Platz. Bei der Ausscheidung zur gesamtdeutschen Mannschaft bei den Olympischen Spielen 1960 in Rom gelang ihr die Qualifikation für die Freistilstaffel. Im Finale der Olympischen Spiele erreichte die deutsche Staffel den dritten Platz hinter den US-Schwimmerinnen und den Australierinnen. Mit Christel Steffin, Heidi Pechstein und Gisela Weiß gehörten drei Schwimmerinnen aus der DDR zur deutschen Staffel, Schlussschwimmerin war Ursel Brunner aus der Bundesrepublik.
Christel Schulz ist gelernte Elektro-Installateurin, absolvierte ein Pädagogik-Studium und arbeitete als Unterstufenlehrerin. 2005 gewann sie fünf Titel bei den Masters-Europameisterschaften, 2008 erlangte sie fünf Titel bei den Masters-Weltmeisterschaften in Perth.